# Sprengung von Bunkeranlagen auf Helgoland
Die Sprengung von Bunkeranlagen auf Helgoland fand am 18. April 1947 um 13 Uhr statt. Die von den Briten als Operation Big Bang oder British Bang bezeichnete Sprengung war mit 6700 Tonnen Sprengstoff, die eine Sprengkraft von circa 3,2 Kilotonnen TNT-Äquivalent entwickelten, die bis dahin größte nicht-atomare, von Menschen gewollt erzeugte Explosion. Das Ziel der Sprengung war, die Bunker- und Militäranlagen der Nordseeinsel Helgoland zu zerstören. Durch die enorme Menge an Sprengstoff erschien es zudem möglich, die gesamte Insel vollständig zu vernichten, was zwar nicht Ziel der Aktion war, aber in Kauf genommen wurde. Allerdings ließ der poröse Sandstein, aus dem die Insel besteht, die Druckwelle entweichen; somit wurde nur die Südspitze der Insel durch die Sprengung zerstört, an der Nordspitze gab es erhebliche Schäden.

## Hintergrund

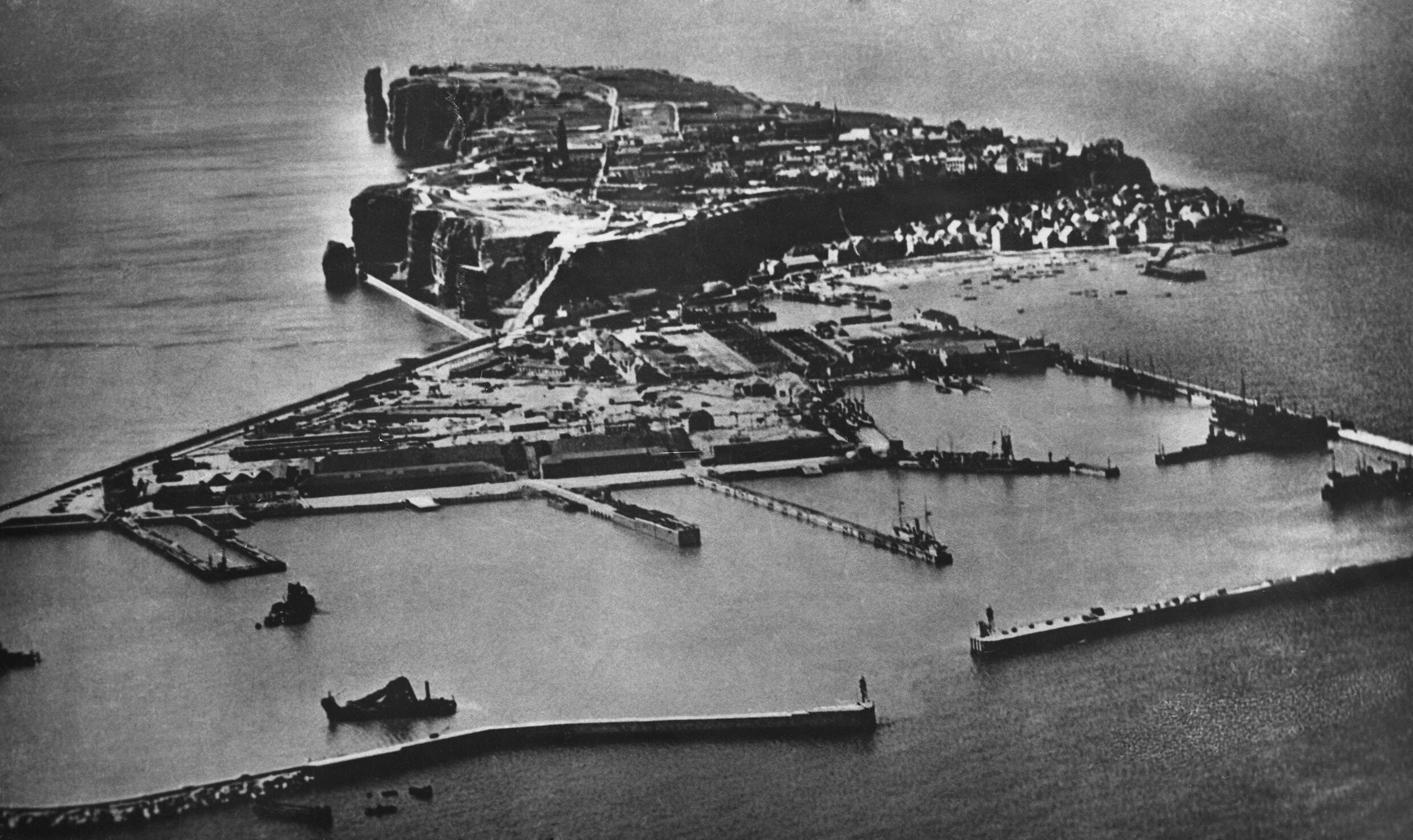
Die Hafenanlagen im 1. Weltkrieg, die von 1920 bis 1922 weitgehend gesprengt wurden

Aufgrund ihrer Lage im Zentrum der Deutschen Bucht, in der Nähe der Mündungen der Weser, der Elbe und des Nord-Ostsee-Kanals, waren die Gewässer um die Insel Helgoland Schauplatz der vier Seegefechte von 1849, 1864, 1914 und 1917. 1807 besetzte das Vereinigte Königreich Großbritannien und Irland die zuvor zu Dänemark gehörende Insel. 1890 tauschte das Deutsche Kaiserreich im sogenannten Helgoland-Sansibar-Vertrag deutsche Gebietsansprüche in Afrika gegen die Insel Helgoland ein, um sie zu einer Seefestung und später zu einem Marinestützpunkt auszubauen. Mit Helgoland konnte man die Flussmündungen mit ihren großen Häfen beherrschen, was aber nur für Angreifer wichtig war. Im Kaiserreich wurde die Befestigung kritisch diskutiert: Billiger wäre es die Insel zu sprengen, weil die Verteidigung zu teuer sei – so Matthias Erzberger. Nach den Bestimmungen des Versailler Vertrages, Artikel 115, sollte nach dem Ersten Weltkrieg die Festung zerstört werden. Die Arbeiten dauerten von 1920 bis 1922, waren aber dennoch nicht so gründlich wie ursprünglich vorgesehen, die Grundkonstruktion blieb erhalten. In der Zeit des Nationalsozialismus (1938) wurde das nie vollendete „Projekt Hummerschere“ begonnen, um die Insel zu einem militärischen Gegengewicht zum britischen Seestützpunkt in der Bucht von Scapa Flow zu machen.
Kurz vor Kriegsende wurde Helgoland am 18. April 1945 von fast 1000 Bombern bei einem Großangriff schwer getroffen.
Daraufhin wurden die etwa 2500 Einwohner noch am folgenden Tag von der deutschen Wehrmacht evakuiert.
Am 11. Mai 1945 wurde die Insel von britischen Soldaten besetzt und diente ihnen zwischen 1945 und 1952 als Spreng- und Übungsgelände.
Viele Helgoländer lebten in der Zeit in Cuxhaven.

## Sprengung

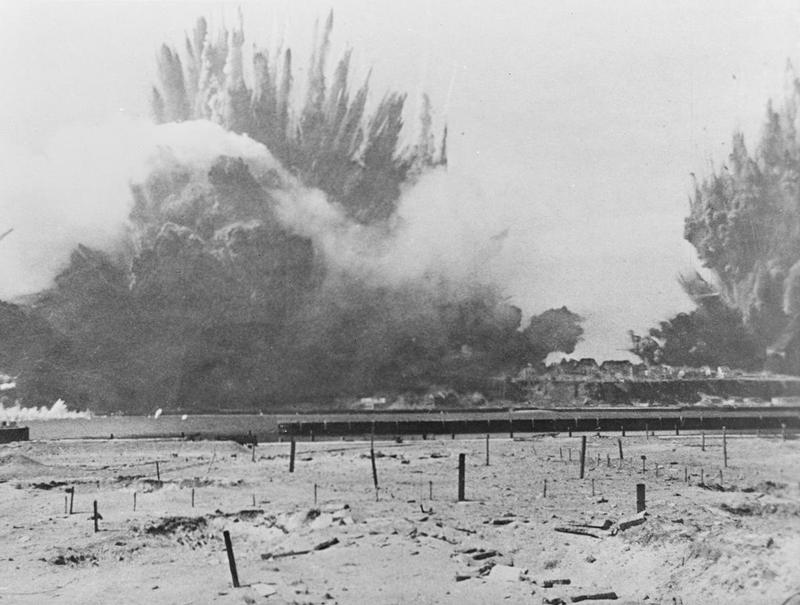
Sprengung der Bunkeranlagen von Helgoland, von der Nachbarinsel Düne aus gesehen

Trotz vieler Proteste der ehemaligen Bewohner Helgolands begannen die Briten 1947 mit den Vorbereitungen zur Sprengung der umfangreichen militärischen Anlagen. Sie füllten den U-Boot-Bunker Nordsee III im Südhafen und die Tunnellabyrinthe mit übriggebliebener Munition aus den Weltkriegen. Gestapelt wurden etwa 4.000 Torpedoköpfe, fast 9.000 Wasserbomben und über 51.000 Granaten verschiedener Kaliber. Da diese Vorbereitungen länger andauerten als geplant, konnte der ursprüngliche Termin 31. März nicht eingehalten werden.
Am 18. April 1947, exakt zwei Jahre nach dem Großangriff auf Helgoland, wurden von der Royal Navy die Sprengsätze auf der ganzen Insel gleichzeitig gezündet. Die Sprengung wurde von britischen Pionieren von Bord der HMS Lasso aus ca. 17 Kilometern Entfernung ausgelöst. Die Briten inszenierten diese Sprengung für die deutsche Öffentlichkeit; es gab eine eigene Broschüre dazu. Knapp 20 Journalisten und 100 Gäste schauten direkt vom Seedampfer Danzig aus zu. Eine kleinere Explosion ging voraus, um die Vögel zu verscheuchen. Die eigentliche Explosion erfolgte einige Minuten später um 13:00 Uhr. Ein gewaltiger Feuerstrahl und Tonnen Gesteins schossen in den Himmel. Die Erschütterungen waren noch im 70 Kilometer entfernten Cuxhaven zu spüren. Der Rauchpilz stieg rund neun Kilometer, nach anderen Quellen einen Kilometer, in die Höhe. Die Explosion erschütterte den Inselsockel bis in eine Tiefe von mehreren Kilometern.

## Folgen

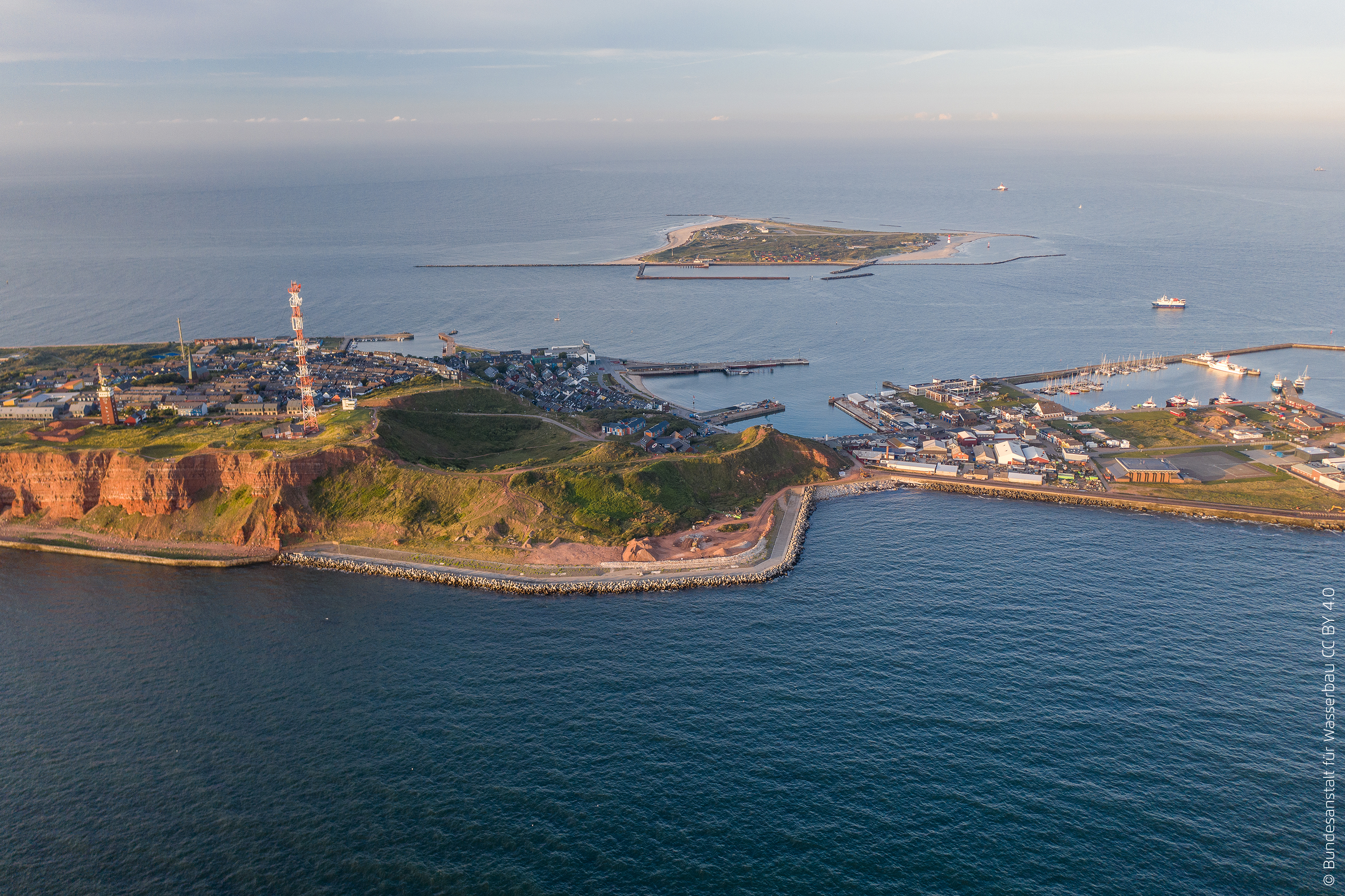
Gewaltiger Sprengkrater an der Südseite von Helgoland, genannt Mittelland. Die Seeseite des Kraterrands wird Kringel genannt. (2020).

Das Ziel der Zerstörung der Bunker und Tunnel wurde erreicht. Die Insel selbst überstand die Sprengung, allerdings wurde die Südspitze der Insel, aus deren Schutt das heutige Mittelland besteht, weggesprengt. Auch Teile der Steilküste stürzten ein und unzählige Krater entstanden. Allerdings blieben die Hafenanlagen und Küstenschutzmauern intakt; die verschonten Zivilluftschutzbunker locken heute jährlich bis zu 10.000 Touristen an. Das einzige Gebäude, das die Sprengung überstand, war der Flakturm, der heutige Leuchtturm Helgoland. Die Detonation konnte in Deutschland seismographisch registriert und zur Untersuchung der Erdkruste genutzt werden. Erst 1952 durften nach Protesten der Bewohner die Helgoländer ihre Insel wieder besiedeln.